# 哈佛自然历史博物馆

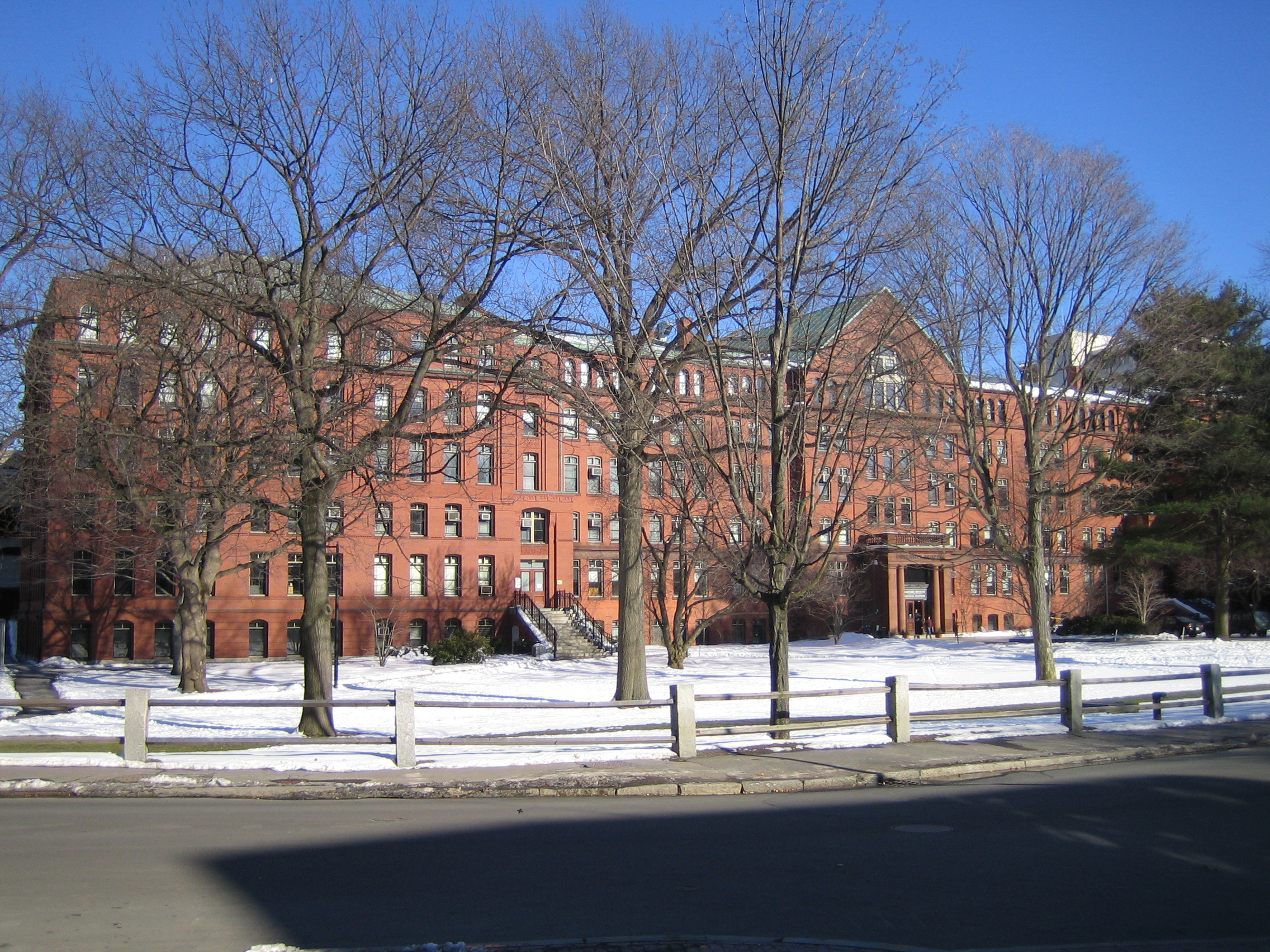

哈佛自然史博物館（英語：Harvard Museum of Natural History）是一座位於哈佛大學內的自然史博物館，由三個博物館組成，分別是哈佛大學標本館、哈佛動物學博物館、哈佛礦物學博物館。 

## 历史
哈佛自然史博物館和皮博迪考古學與民族學博物館相連，參觀者只需一個門票就可以同時參觀這兩個博物館。波士頓市民可在每週日上午九點至正午和每週三15點至17點（九月至五月）免費入場。。